# Carlo Imperato
Carlo Imperato (* 3. August 1963 in der Bronx, New York City als Anthony Richard Imperato) ist ein US-amerikanischer Schauspieler und Sänger.

## Leben
Carlo Imperato wirkte im Alter von 14 Jahren an dem Off-Broadway-Stück Runaways mit, er besuchte danach die Professional Children’s School, eine High School mit dem Schwerpunkt auf Darstellende Künste.
Ab 1982 spielte er den Schauspielschüler Danny Amatullo in der Serie Fame – Der Weg zum Ruhm. 1982 bis 1983 war er Mitglied beim Musikprojekt The Kids from Fame. Nach seiner Zeit bei Fame war er nur noch selten im Fernsehen zu sehen.

## Filmografie (Auswahl)
- 1979: Weihnachtsmänner haben’s schwer (The Man in the Santa Claus Suit)
- 1982–1987: Fame – Der Weg zum Ruhm (Fame, Fernsehserie, 131 Folgen)
- 1983: Drei Frauen in New York (Enormous Changes at the Last Minute)
- 1990: True Blue (Fernsehserie, eine Folge)
- 1995: Friends (Fernsehserie, eine Folge)
- 2005: Crazylove